# Заговор Конвея

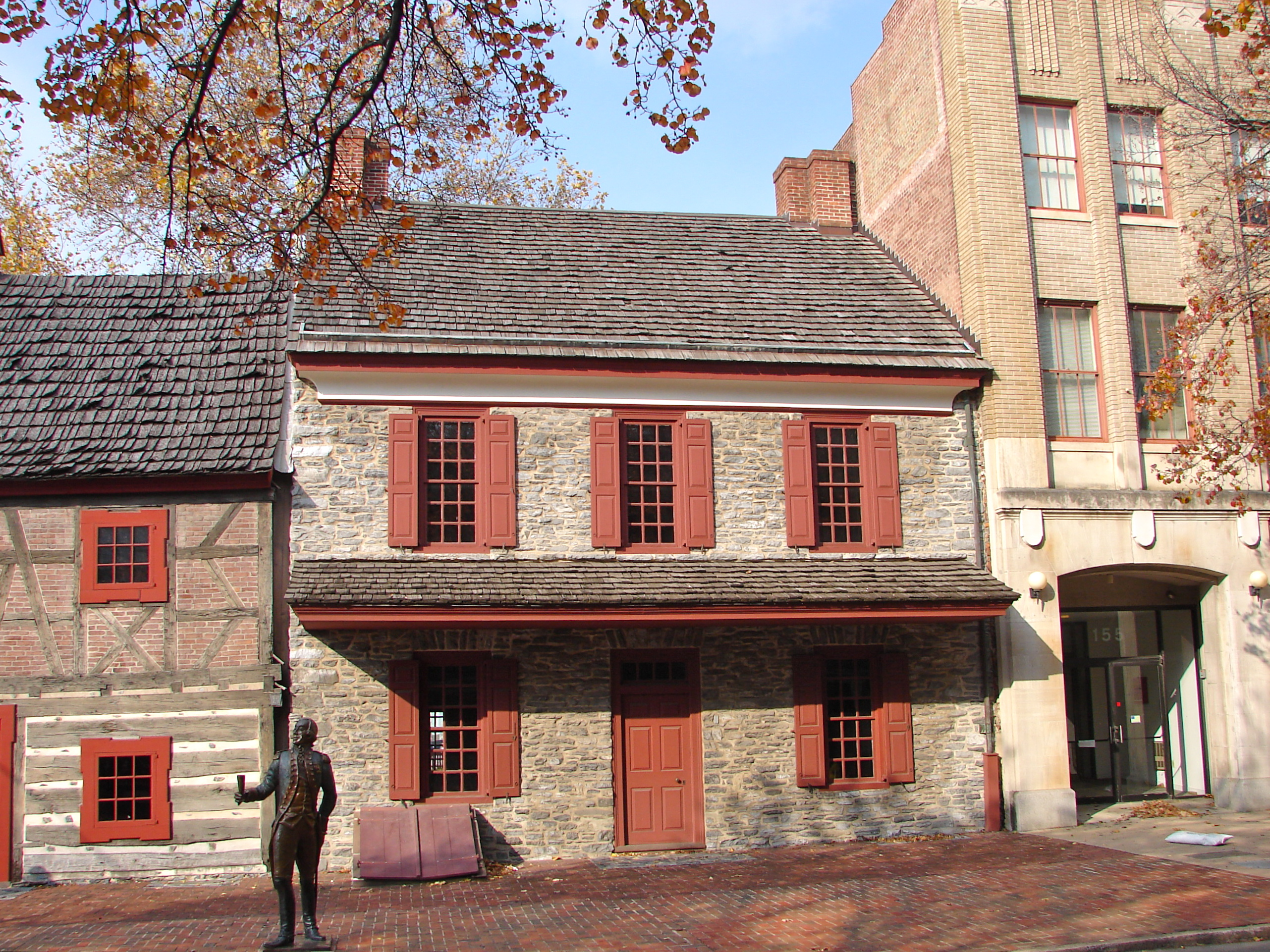
Дом генерала Гейтса в Йорке, где предположительно собирались участники заговора

Заговор Конвея (The Conway Cabal) — заговор группы высших офицеров Континентальной армии против главнокомандующего армии Джорджа Вашингтона в конце 1777 года и начале 1778 года во время Войны за независимость США. Заговор получил своё название от фамилии бригадного генерала Томаса Конвея (Конуэя), письма которого, содержащие критику Вашингтона, попали в Континентальный Конгресс.
Когда о письмах стало известно, сторонники Вашингтона объединились в его защиту. Конвей в итоге покинул армию, а генерал Горацио Гейтс, главный претендент на должность главнокомандующего, принёс свои извинения за причастность к заговору. Не сохранилось признаков существования организованного заговора, хотя Вашингтон был уверен, что таковой был. Помимо армейских офицеров в заговоре предположительно участвовали Джон Адамс, Самуэл Адамс, Ричард Генри Ли и Джеймс Ловелль. Этот инцидент был единственной серьёзной политической угрозой для Вашингтона за всю войну.

### Статьи
- Roger Shaw. Conway's Cabal—1777 (англ.) // The Military Engineer. — 1950. — July-August (vol. 42, no. 288). — P. 286-288. — JSTOR 44576324.